# Bayesiansk statistik
Bayesiansk statistik eller bayesiansk inferens er en statistisk metode hvor beviser eller observationer løbende anvendes til at opdatere eller inferere sandsynligheden for at en given hypotese er sand. Navnet bayesiansk statistik kommer fra det hyppigt anvendte Bayes' teorem i inferensprocessen, hvilket først blev fremført af Thomas Bayes. 

## Indledning
Bayesiansk inferens anvender aspekter af videnskabelig metode som involverer indsamlingen af beviser som er enten inkonsistent eller konsistent med en given hypotese. 
Efterhånden som beviserne akkumuleres i denne indsamling af beviser bør graden af tro på den givne hypotese ændres. Med nok beviser vil denne grad være enten meget lav eller høj. Dermed mener fortalere for bayesiansk statistik at man kan diskriminere mellem konfliktende hypoteser: hypoteser med mange beviser for bør accepteres og hypoteser med få eller ingen beviser bør forkastes.
Denne ændring i sin tro på en vis hypoteses sandhed afhænger dog af hvad man tror til at starte med, inden beviser er indsamlet. Hermed åbnes der en mulighed for at fremføre hypoteser der således passer med alle de fundne beviser i retrospekt, hvilket er en form for induktiv bias.